# Zor Abu Zayd
Zor Abu Zayd (tiếng Ả Rập: زور أبو زيد) là một ngôi làng Syria nằm trong phó huyện Suran ở huyện Hama. Theo Cục Thống kê Trung ương Syria (CBS), Zor Abu Zayd có dân số 838 trong cuộc điều tra dân số năm 2004.